# Guvernoratul Kafr el-Sheikh
Guvernoratul Kafr el-Sheikh (în arabă كفر الشيخ) este o unitate administrativă de gradul I, situată  în  partea de nord a Egiptului. Reședința sa este orașul Kafr el-Sheikh.